# Peter Ford
Peter William Ford (né le 27 juin 1947), est un diplomate britannique à la retraite qui a été ambassadeur à Bahreïn de 1999 à 2003 et en Syrie de 2003 à 2006. Il est actuellement directeur de la British Syrian Society, association considérée comme étant un lobby de soutien au régime de Bachar el-Assad. Lui-même est jugé fervent défenseur du régime syrien et diffuseur de sa propagande.

## Formation et carrière
Ford naît le 27 juin 1947. Il reçoit sa formation à la Weston Point Primary School (Runcorn), à la Helsby Grammar School (en) et au Queen's College, à Oxford.
Ayant terminé ses études arabes, il sert dans la diplomatie à Beyrouth, à Riyad, à Paris et au Caire avant d'exercer les fonctions d'ambassadeur de Grande-Bretagne à Bahreïn (1999 à 2003)[réf. souhaitée] et en Syrie (2003 à 2006),.
S'étant retiré en 2006 des services de la diplomatie britannique (en), il devient représentant du Commissaire général de l'UNWRA dans le monde arabe.

### Direction de la British Syrian Society
En février 2017, Ford devient l'un des deux directeurs de la British Syrian Society, au côté de Fawaz Akhras, père d'Asma el-Assad et donc beau-père du président syrien Bachar el-Assad, placé sous sanctions internationales. Les comptes de la British Syrian Society ne montrent pas si M. Ford reçoit ou non une rémunération pour son rôle. La British Syrian Society, controversée, est considérée comme un lobby soutenant Bachard el-Assad. On lui reproche d'avoir organisé un évènement de propagande en soutien au dictateur avec des responsables syriens. Plusieurs personnalités britanniques ont démissionné du conseil d'administration,,,. 

## Prises de position
Selon des propos qu'il a tenus en 2017, Ford, en 2003, alors qu'il était ambassadeur à Bahreïn, aurait envoyé à Londres deux mémorandums critiques avant la Guerre d'Irak. Plus tard, il affirme regretter de ne pas s'être opposé plus fermement à cette guerre. Pendant ses fonctions à Damas, il se met à désapprouver la politique britannique, qui selon lui, suivait servilement la ligne américaine.

### Soutien du régime de Bachar el-Assad
À partir de 2006, Ford est décrit comme un défenseur du gouvernement syrien ou comme un « apologiste d'Assad », ce qui lui vaut des critiques,,.
En 2015, Ford soutient que la chute d'Assad ouvrirait une « boîte de Pandore », comme ce fut le cas lors de la chute de Saddam Hussein en Irak et de Mouammar Kadhafi en Libye : la victoire des ennemis du gouvernement syrien amènerait selon lui le massacre des chrétiens, des chiites, des alaouites, des Druzes et d'autres minorités.
En 2016, Ford accuse le gouvernement britannique d'avoir menti et commis des erreurs politiques en Syrie depuis le début de la révolte, aggravant ainsi la situation. Selon lui, le Premier ministre David Cameron aurait dû engager des forces britanniques ou « ne pas encourager les forces d'opposition » à monter une campagne contre le régime syrien. Ford affirme que les dirigeants britanniques s'attendaient à une chute rapide du gouvernement syrien et surestimaient la force de l'opposition modérée, à laquelle ils n'ont pas fourni une aide suffisante. Il considère les déplacements de population comme une chance. 
Peter Ford appelle, au côté d'autres défenseurs du régime syrien, à la levée des sanctions internationales imposées à plusieurs de ses membres et entités. 

### Négation de crimes commis par Assad et ses alliés
Toujours en 2016, il accuse à tort les forces d'opposition d'être responsables de l'attaque d'un convoi humanitaire à Orum al-Koubra (en) en septembre de la même année alors que la commission d'enquête de l'ONU conclut par la suite que l'attaque était aérienne et que les seules forces aériennes opérant dans la région étaient celles de la Russie et de l'État syrien.
Sur l'attaque chimique de Khan Cheikhoun, il déclare à la BBC qu'« il n'y a pas eu d'enquête... pas même un dossier louche comme le dossier Irak (en) - cette fois-ci, nous n'avons pas vu de dossier du tout. » Selon lui, il n'y a pas de preuve que le gouvernement syrien soit impliqué dans cette attaque bien que l'enquête de l'ONU en attribue la responsabilité au régime,,.
Pour le Huffington Post, Peter Ford, qui participe à des évènements avec des universitaires conspirationnistes et intervient au côté de propagandistes comme Vanessa Beeley  et Eva Bartlett, appartient à un petit groupe de « militants anti-impérialistes marginaux qui nient ou minimisent les atrocités commises par Assad malgré les nombreuses preuves du contraire ». 
Selon The New Arab (en), Peter Ford utilise sa réputation d'ancien ambassadeur pour exprimer des arguments en faveur du régime dans les médias britanniques, notamment en niant l'implication d'Assad dans l'attaque chimique d'avril contre une banlieue d'opposition de Damas,.
Peter Ford décrit l'action de l'Iran comme « très positif » en Syrie, sans évoquer les crimes de guerre dénoncés par les ONG de défense des droits humains.

### Participation à une conférence de l'EuroCSE
Ford participe à la conférence de l'EuroCSE (European Centre for the Study of Extremism) sur l'avenir de la Syrie, tenue le 5 et le 6 avril 2017,. Cette conférence, à laquelle participent deux ministres du régime de Bachar el-Assad est critiquée comme trop favorable à Assad et comme ayant pour objet de défendre les objectifs de celui-ci,,. À cette conférence, Ford décrit la politique britannique comme « incohérente et grotesque » et accuse le gouvernement britannique d'être en première ligne parmi les destructeurs de la Syrie. Il dit aussi qu'à la suite de la guerre d'Irak, il a régulièrement reçu l'instruction de faire des remontrances aux Syriens sur l'afflux de jihadistes en Irak, mais qu'il comprenait la position des officiels syriens, pour qui il était clair que le tour d'el-Assad viendrait après celui de Saddam Hussein et qui trouvaient donc normal de ne pas aider les Américains à se désembourber en Irak.

### Conspirationnisme et désinformation sur le COVID
En 2021, Peter Ford donne une interview au site FranceSoir, où il tient un discours jugé complotiste, évoquant une « fabrication médiatique » et faisant un rapprochement entre la situation sanitaire, le réchauffement climatique, la guerre en Irak et le conflit syrien, qui seraient autant de « fabrications » destinées à nous gouverner par la peur, selon lui,.